# Turks Open
Het Turks Open is een golftoernooi dat vanaf 2013 deel uitmaakt van de Europese PGA Tour. Sinds 2008 bestaat er al een Turkish Ladies Open en in 2012 werd het 11de Turks Open voor amateurs gespeeld.

## Geschiedenis
De Tour heeft een driejarig contract afgesloten met International Sports Management en Ahmet Agaoglu, de president van de Turkse Golffederatie, om een toernooi in Belek te organiseren, waar 14 golfbanen zijn met 18 of meer holes. In Turkije is het golftoerisme de laatste jaren sterk gegroeid, en in de wintermaanden trainen veel amateurteams er voordat de competitie begint. De EPD Tour organiseert al enkele jaren de eerste toernooien van het seizoen in Turkije. De Turkse federatie hoopt dat dit toernooi zal stimuleren dat ook meer Turken golf gaan spelen.
Het toernooi maakt deel uit van de 'Final Series' van het seizoen. Dit zijn vier toernooien met 78 spelers die allemaal vier rondes spelen. Hieronder vallen de BMW Masters, de WGC - HSBC Champions, het Turks Open en het seizoenafsluitende World Tour Championship in Dubai.  Het  prijzengeld is US$ 7.000.000. 
De eerste editie van het Turks Open is van 7-10 november 2013 op The Montgomerie Maxx Royal in Belek. De datum is gekozen in overleg met Tiger Woods, zodat hij kan meedoen. De baan werd ontworpen door Colin Montgomerie in samenwerking met European Golf Design en ligt op een terrein van 104ha, waar pijnboombossen zijn en stukken woestijnachtige grond. De baan heeft een par van 72 en een lengte van 6484 meter.

## Kwalificatie
Aan het toernooi doen 78 spelers mee.  
- Spelers die 25 dagen voor de aanvang van het toernooi in de top-50 van de wereldranglijst staan;
- 3-5 invitaties;
- Enkele Turkse amateurs (2 in 2013, 3 in 2014, 3 in 2015)
- Het spelersveld wordt aangevuld met spelers uit de top van de Race To Dubai, afgaande van de stand op vijf weken voor de aanvang van het toernooi.

| Jaar                                                         | Baan                                                         | Winnaar                                                      | Score                                                        | Score                                                        | Beste Nederlander                                            | Beste Belg                                                   |
| Turkish Airlines Open by the Ministry of Culture and Tourism | Turkish Airlines Open by the Ministry of Culture and Tourism | Turkish Airlines Open by the Ministry of Culture and Tourism | Turkish Airlines Open by the Ministry of Culture and Tourism | Turkish Airlines Open by the Ministry of Culture and Tourism | Turkish Airlines Open by the Ministry of Culture and Tourism | Turkish Airlines Open by the Ministry of Culture and Tourism |
| ------------------------------------------------------------ | ------------------------------------------------------------ | ------------------------------------------------------------ | ------------------------------------------------------------ | ------------------------------------------------------------ | ------------------------------------------------------------ | ------------------------------------------------------------ |
| 2013                                                         | The Montgomerie Maxx Royal                                   | Victor Dubuisson                                             | 264                                                          | -24                                                          | Robert-Jan Derksen (T18) Joost Luiten (T18)                  | Nicolas Colsaerts (T50)                                      |
| Turkish Airlines Open                                        |                                                              |                                                              |                                                              |                                                              |                                                              |                                                              |
| 2014                                                         | The Montgomerie Maxx Royal                                   | Brooks Koepka                                                | 271                                                          | -17                                                          | Joost Luiten (T25)                                           | Nicolas Colsaerts (T52)                                      |
| 2015                                                         | The Montgomerie Maxx Royal                                   | Victor Dubuisson                                             | 266                                                          | -22                                                          | Joost Luiten (T60)                                           | Thomas Pieters (T26)                                         |

## Toernooirecord
In 2013 kwam het baanrecord op naam van Henrik Stenson gevestigd met een score van 64. In ronde 2 werd het  door Tiger Woods verlaagd tot 63 en tijdens ronde 3 door Raphaël Jacquelin tot 62.  Het baanrecord werd in 2015 tijdens de eerste ronde door Jaco Van Zyl verlaagd tot 61. 